# Joan
Joan est un prénom masculin en catalan et occitan, et (essentiellement) féminin en anglais, équivalents respectifs de Jean et Jeanne.

## Personnalités portant ce prénom
- Pour l'ensemble des articles sur les personnes portant ce prénom, consulter :
  - la liste des articles dont le titre commence par ce prénom
  - les listes produites par Wikidata : Liste des personnes de prénom « Joan » — même liste en incluant les éventuels prénoms composés qui contiennent « Joan ».

### Quelques exemples au féminin
- Joan Baez (1941-), autrice-compositrice-interprète américaine.
- Joan Cambridge, écrivaine guyanienne.
- Joan Child (1921-2013), femme politique australienne.
- Joan Crawford (1904-1977), actrice américaine.
- Joan Harrison (1935-), nageuse sud-africaine.
- Joan Merriam Smith (1936-1965), aviatrice américaine.
- Joan Mitchell (1925-1992), artiste peintre et graveuse américaine.
- Joan Slonczewski (1956-), romancière américaine de science-fiction féministe et professeure de microbiologie.

### Quelques exemples au masculin
- Joan Badóa (1870-1945), poète français d'expression catalane.
- Joan Vauzelle (2006-), pilote de karting français.
- Joan Bou (1997-), coureur cycliste espagnol.
- Joan Coromines (1905-1997), linguiste et philologue espagnole d'expression catalane.
- Joan Gonzàlez (2002-), footballeur espagnol.
- Joan Guasch (1993-), joueur de rugby à XIII français.
- Joan Laporta (1962-), avocat, dirigeant sportif et ancien homme politique espagnol.
- Joan Martines (c. 1556-1591), cartographe et cosmographe italien.
- Joan Miró (1893-1983),  peintre, sculpteur, graveur et céramiste catalan.
- Joan Olivé (1984-), pilote professionnel espagnol de moto.
- Joan van der Mey (1878-1949), architecte néerlandais.